# Xavas
Xavas (Eigenschreibweise: XAVAS) ist ein gemeinsames musikalisches Projekt des deutschen Soulsängers Xavier Naidoo und des deutschen Rappers Kool Savas. Der Name Xavas setzt sich aus den beiden Namen Xavier und Savas zusammen. Am 21. September 2012 erschien unter diesem Namen das gemeinsame Album. Die erste Single Schau nicht mehr zurück wurde vorab im deutschsprachigen Raum am 24. August 2012 veröffentlicht. Diesem Projekt sind verschiedene andere Kooperationen von Kool Savas und Xavier Naidoo vorausgegangen.

## Bandgeschichte
Laut eigener Aussage kennen sich beide seit mehreren Jahren und entwickelten über die Jahre eine Freundschaft. Naidoo sagte zudem, er sei aufgrund des Songs Der beste Tag meines Lebens von Kool Savas während eines Aufenthalts in der Türkei zum Vegetarier geworden.

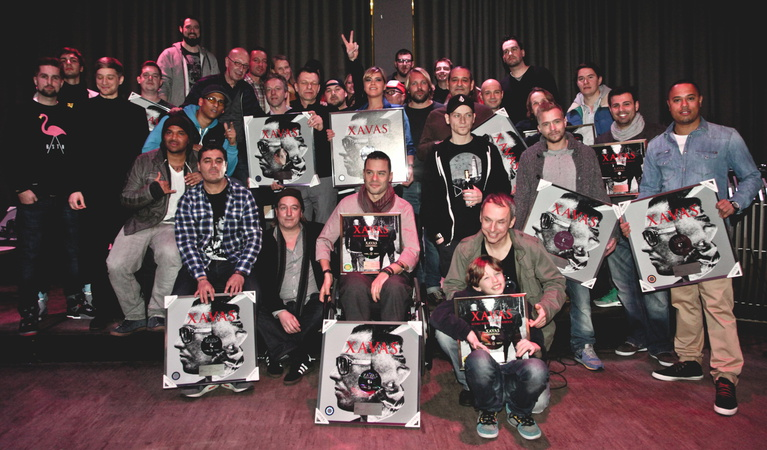
Verleihung von Goldener und Platin-Schallplatte an Xavas für das Album Gespaltene Persönlichkeit (2011)

Im Oktober 2009 war Xavier Naidoo zu Gast bei VIVA. Dort wurde er vom Moderator und Kool Savas in die Irre geführt. Kool Savas verstellte am Telefon seine Stimme und Xavier Naidoo musste anhand von zehn Fragen herausfinden, wer am Ende der Leitung war. Xavier Naidoo erkannte Kool Savas nicht, sagte aber nach der Auflösung, dass er und Kool Savas gerade an einem gemeinsamen Projekt arbeiten. Ob sich diese Aussage auf Wir beaten mehr oder das gemeinsame Album bezog, blieb offen. Dennoch wurde hier zum ersten Mal bekannt, dass beide einem gemeinsamen Projekt nachgehen.
Erste Spekulationen zu einem möglichen gemeinsamen Album gab es ab Januar 2011. Während der Konzerte von Wir beaten mehr in Berlin und Hamburg spielten Xavier Naidoo und Kool Savas die Songs Schau nicht mehr zurück und Lied vom Leben. Daraufhin kündigte Kool Savas an, dass möglicherweise beide Songs irgendwann veröffentlicht werden sollen.
Im Mai 2011 bestätigte Kool Savas in einem Interview mit Mixery Raw Deluxe, dass er gemeinsam mit Xavier Naidoo ein Album aufnehmen wird, da die zwei Songs, die bei Wir beaten mehr gespielt wurden, sehr gut angekommen seien und beide Lust auf das Projekt hätten. Die Aufnahmen zum Album begannen im Juni 2011. Auf dem City Festival in Zürich am 5. Mai 2012 verkündete Kool Savas auf der Bühne, dass das Album in den nächsten Wochen fertiggestellt werde und im September erscheinen werde.
Schau nicht mehr zurück wurde die erste gemeinsame Single von Xavas. Produziert wurde die Single von Milan Martelli. Zum ersten Mal wurde sie auf der Konzertreihe Wir beaten mehr live vorgestellt. Das Video wurde im Juli 2012 am Großglockner in Österreich gedreht. Außerdem wurde ein Making-of vom Videodreh veröffentlicht.
Die Videopremiere von Schau nicht mehr zurück erfolgte am 24. August 2012 bei MyVideo. Am Premierentag des Videos erschien auch die Single in digitaler Form.
Da die Resonanz sehr positiv war, wurde noch am selben Tag bekanntgegeben, dass die Single auch als physischer Tonträger erscheinen würde. Am 5. September 2012 erschien die CD-Single dann.
Im Juni 2012 wurde bekannt, dass Xavas mit Schau nicht mehr zurück für das Bundesland Baden-Württemberg beim Bundesvision Song Contest 2012 in Berlin antreten werden. Sie erreichten dort am 28. September 2012 mit insgesamt 172 Punkten den ersten Platz.
Anfang Juni 2012 wurde die Teilnehmerliste für den Bundesvision Song Contest veröffentlicht. Dort wurde erstmals veröffentlicht, dass Kool Savas und Xavier Naidoo unter dem Namen Xavas mit der Single Schau nicht mehr zurück auftreten werden. Damit war klar, dass das Album unter dem Namen Xavas veröffentlicht wird. Erste Informationen zum Album wurden am 19. Juli 2012 bekannt gegeben. Darin wurden der Albumtitel Gespaltene Persönlichkeit sowie das Veröffentlichungsdatum 21. September 2012 genannt. Die Trackliste folgte am 20. August, wobei auch bekannt wurde, dass als einziges Feature Olli Banjo auf dem Album vertreten ist. Gespaltene Persönlichkeit umfasst insgesamt 15 Songs.
Das Album erschien über Naidoo Records in Kooperation mit Essah Entertainment und dem Vertrieb Tonpool. Im Vorfeld der Albumveröffentlichung wurden ein Shoutout und ein Album-Teaser veröffentlicht. Zudem gab es am 5. September einen exklusiven Showcase in Berlin, auf dem Xavas ausgewählte Songs von Gespaltene Persönlichkeit live vorstellte.

## Vorwürfe
Im November 2012 wurde durch die Linksjugend solid sowie die Landesarbeitsgemeinschaft queer.NRW Anzeige gegen Kool Savas, Xavier Naidoo sowie dessen Musiklabel Tonpool Media GmbH erstattet. Vorgeworfen wurden den Angezeigten menschenfeindliche, gewaltverherrlichende und homophobe Textstellen in dem Song Wo sind sie jetzt? auf dem Album Gespaltene Persönlichkeit. Am 15. November 2012 wurde bekannt gegeben, dass die Staatsanwaltschaft Mannheim keine Ermittlungen gegen die Angezeigten aufnimmt, da die Vorwürfe nicht gerechtfertigt seien.

## Diskografie

### Studioalben
| Jahr | Titel                     | Höchstplatzierung, Gesamtwochen, AuszeichnungChartplatzierungen (Jahr, Titel, Platzierungen, Wochen, Auszeichnungen, Anmerkungen) | Höchstplatzierung, Gesamtwochen, AuszeichnungChartplatzierungen (Jahr, Titel, Platzierungen, Wochen, Auszeichnungen, Anmerkungen) | Höchstplatzierung, Gesamtwochen, AuszeichnungChartplatzierungen (Jahr, Titel, Platzierungen, Wochen, Auszeichnungen, Anmerkungen) | Anmerkungen                                                  |
| Jahr | Titel                     | DE | AT | CH | Anmerkungen                                                  |
| ---- | ------------------------- | --- | --- | --- | ------------------------------------------------------------ |
| 2012 | Gespaltene Persönlichkeit | DE1 Platin · (25 Wo.)DE | AT3 (18 Wo.)AT | CH1 (22 Wo.)CH | Erstveröffentlichung: 21. September 2012 Verkäufe: + 200.000 |

### Singles
| Jahr | Titel Album                                              | Höchstplatzierung, Gesamtwochen, AuszeichnungChartplatzierungen (Jahr, Titel, Album, Platzierungen, Wochen, Auszeichnungen, Anmerkungen) | Höchstplatzierung, Gesamtwochen, AuszeichnungChartplatzierungen (Jahr, Titel, Album, Platzierungen, Wochen, Auszeichnungen, Anmerkungen) | Höchstplatzierung, Gesamtwochen, AuszeichnungChartplatzierungen (Jahr, Titel, Album, Platzierungen, Wochen, Auszeichnungen, Anmerkungen) | Anmerkungen                                               |
| Jahr | Titel Album                                              | DE | AT | CH | Anmerkungen                                               |
| ---- | -------------------------------------------------------- | --- | --- | --- | --------------------------------------------------------- |
| 2012 | Schau nicht mehr zurück Gespaltene Persönlichkeit        | DE2 Gold · (22 Wo.)DE | AT14 (16 Wo.)AT | CH3 (22 Wo.)CH | Erstveröffentlichung: 24. August 2012 Verkäufe: + 150.000 |
| 2012 | Lass nicht los Gespaltene Persönlichkeit                 | — | AT45 (1 Wo.)AT | — | Erstveröffentlichung: 31. August 2012                     |
| 2012 | Die Zukunft trägt meinen Namen Gespaltene Persönlichkeit | — | AT47 (1 Wo.)AT | — | Erstveröffentlichung: 7. September 2012                   |
| 2012 | Wenn es Nacht ist Gespaltene Persönlichkeit              | — | AT52 (1 Wo.)AT | — | Erstveröffentlichung: 14. September 2012                  |
| 2012 | Wage es zu glauben Gespaltene Persönlichkeit             | DE34 (10 Wo.)DE | AT45 (4 Wo.)AT | CH37 (3 Wo.)CH | Erstveröffentlichung: 14. Dezember 2012                   |

### Weitere Veröffentlichungen
- 2005: Was hab ich dir angetan (auf „One“ von Kool Savas & Azad)
- 2011: LMS 2012 (auf „Aura“ von Kool Savas)
- 2013: Um jeden Preis (auf „Unter die Haut“ von Tim Bendzko)